# Machy (Somme)
Pour les articles homonymes, voir Machy.
Machy est une commune française située dans le département de la Somme, en région Hauts-de-France.
Depuis juillet 2020, la commune fait partie du parc naturel régional Baie de Somme - Picardie maritime.
La commune fait partie des villages labellisés Pays d'art et d'histoire qui œuvrent à mettre en avant leur patrimoine,.

## Géographie

### Localisation
Machy est un village picard du Ponthieu. 
Limitrophe de Crécy-en-Ponthieu, la localité est située à 7 km au nord de Nouvion, 9 km à l'est de Rue, 19 km au nord d'Abbeville et à 55 km au nord-ouest d'Amiens à vol d'oiseau.
Le territoire de la commune est limitrophe de ceux de quatre communes.
Les communes limitrophes sont Crécy-en-Ponthieu, Machiel, Regnière-Écluse et Vironchaux.

### Sol, hydrologie, relief

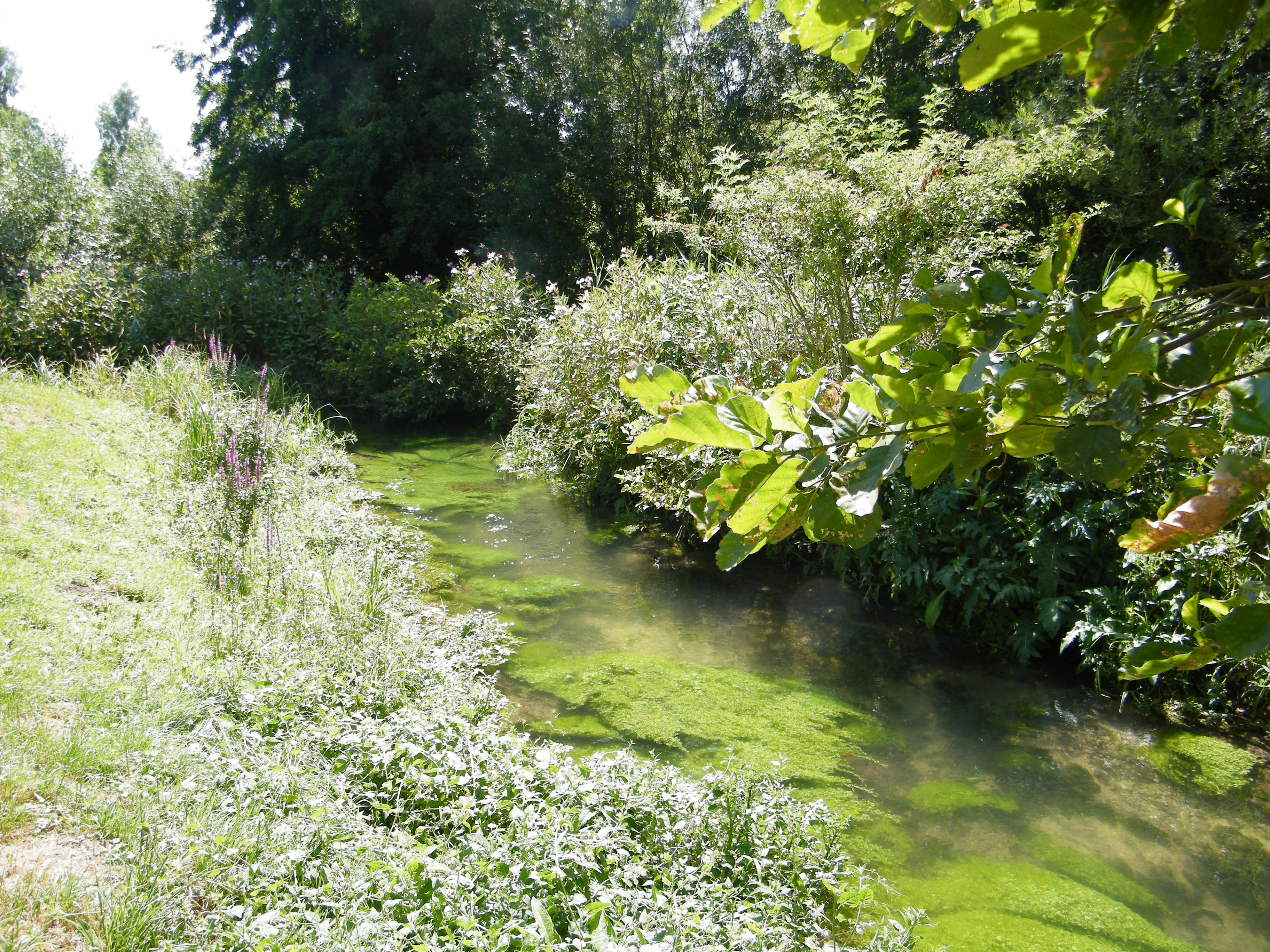
La Maye à Machy, près du pont.

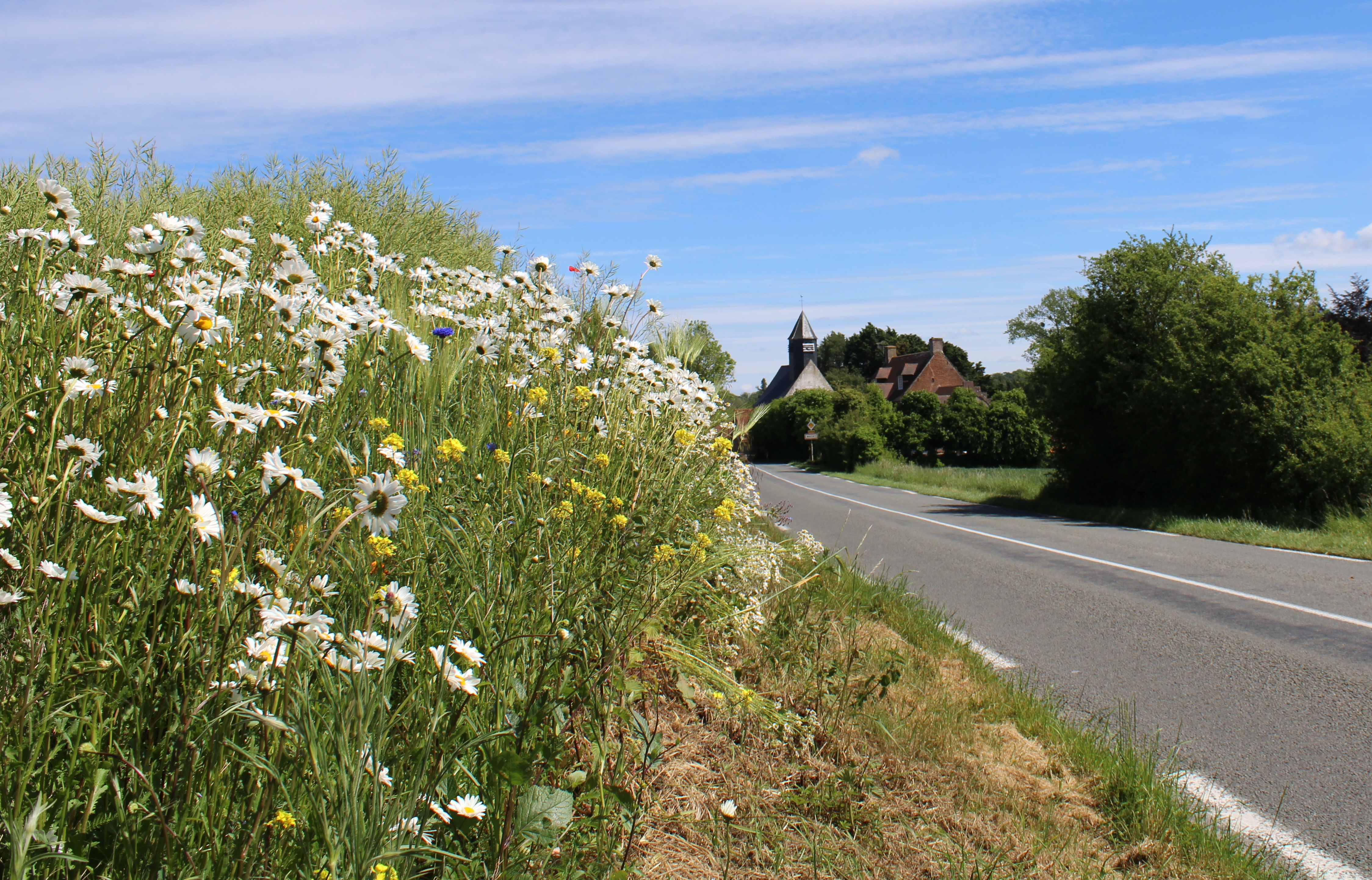
Une entrée du village.

Sous la mince couche de terre végétale, on trouve les configurations suivantes :
- la marne recouverte d'alluvions dans la vallée de la Maye ;
- les marnes et glaises vertes qui affleurent le long des pentes ;
- les sables et le limon des plateaux qui constituent les deux tiers du territoire[7].

La vallée de la Maye a une largeur de 120 à 200 mètres. Plusieurs vallons dont le Fond de la Barre et le Fond des Charbonniers viennent rejoindre la vallée principale
Au-dessus de la glaise verte, une nappe alimente les sources, surtout au hameau de la Culbute. Le marais Catreux est asséché.
Le Bois Rattrait contient le point culminant de la commune. Le point le plus bas se situe au creux de la vallée.
L'agglomération est bordée au sud par la forêt de Crécy.

### Hydrographie

#### Réseau hydrographique
La commune est située dans le bassin Artois-Picardie. Elle est drainée par la Maye.
La Maye, d'une longueur de 38 km, prend sa source dans la commune de Fontaine-sur-Maye,à l'altitude de 40 mètres, et se jette  dans la baie de Somme en limite des communes de Saint-Quentin-en-Tourmont et du Crotoy, après avoir traversé dix communes.

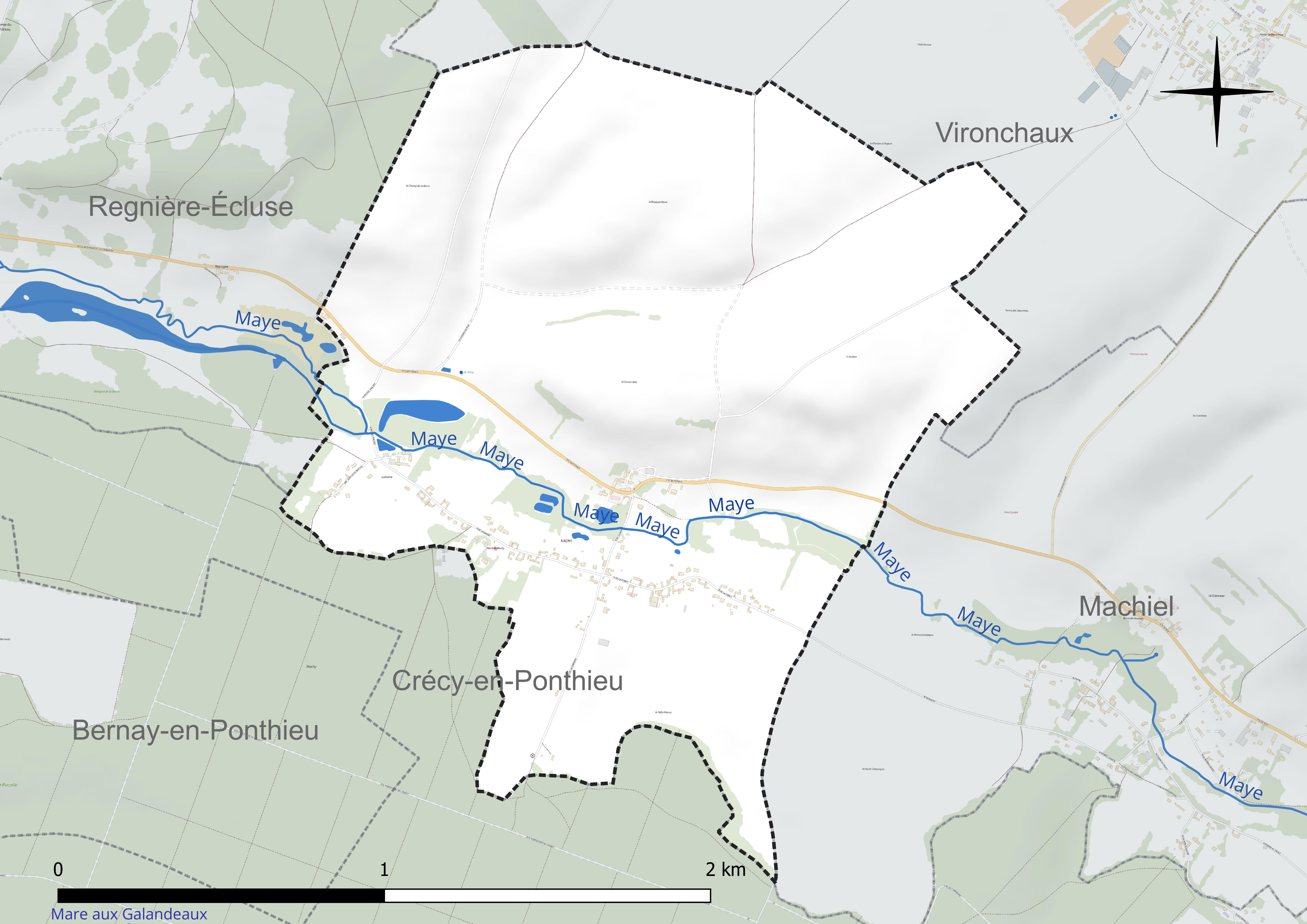
Réseau hydrographique de Machy.

#### Gestion et qualité des eaux
Le territoire communal est couvert par le schéma d'aménagement et de gestion des eaux (SAGE) « Somme aval et Cours d'eau côtiers ». Ce document de planification concerne un territoire de 1 835 km2 de superficie, délimité par le bassin versant de la Somme canalisée. Le périmètre a été arrêté le 29 avril 2010 et le SAGE proprement dit a été approuvé le 6 août 2019. La structure porteuse de l'élaboration et de la mise en œuvre est le syndicat mixte d'aménagement hydraulique du bassin versant de la Somme (AMEVA).
La qualité des cours d'eau peut être consultée sur un site dédié géré par les agences de l'eau et l'Agence française pour la biodiversité.
Les zones humides locales constituent une partie du site Ramsar de la Baie de Somme et des marais arrière-littoraux (28 communes) dont l'avifaune atteint 365 espèces d'oiseaux sur plus de 19 000 hectares.

### Climat
Pour des articles plus généraux, voir Climat des Hauts-de-France et Climat de la Somme.
En 2010, le climat de la commune est de type climat océanique franc, selon une étude du CNRS s'appuyant sur une série de données couvrant la période 1971-2000. En 2020, Météo-France publie une typologie des climats de la France métropolitaine dans laquelle la commune est exposée à un climat océanique et est dans la région climatique Côtes de la Manche orientale, caractérisée par un faible ensoleillement (1 550 h/an) ; forte humidité de l'air (plus de 20 h/jour avec humidité relative > 80 % en hiver), vents forts fréquents.
Pour la période 1971-2000, la température annuelle moyenne est de 10,4 °C, avec une amplitude thermique annuelle de 12,9 °C. Le cumul annuel moyen de précipitations est de 853 mm, avec 12,4 jours de précipitations en janvier et 8,2 jours en juillet. Pour la période 1991-2020, la température moyenne annuelle observée sur la station météorologique la plus proche, située sur la commune d'Abbeville à 19 km à vol d'oiseau, est de 11,0 °C et le cumul annuel moyen de précipitations est de 806,2 mm,. Pour l'avenir, les paramètres climatiques de la commune estimés pour 2050 selon différents scénarios d'émission de gaz à effet de serre sont consultables sur un site dédié publié par Météo-France en novembre 2022.

## Urbanisme

### Typologie
Au 1er janvier 2024, Machy est catégorisée commune rurale à habitat dispersé, selon la nouvelle grille communale de densité à sept niveaux définie par l'Insee en 2022.
Elle est située hors unité urbaine et hors attraction des villes,.

### Occupation des sols
L'occupation des sols de la commune, telle qu'elle ressort de la base de données européenne d'occupation biophysique des sols Corine Land Cover (CLC), est marquée par l'importance des territoires agricoles (98,3 % en 2018), en diminution par rapport à 1990 (99,6 %). La répartition détaillée en 2018 est la suivante : 
terres arables (78,1 %), zones agricoles hétérogènes (20,2 %), forêts (1,7 %). L'évolution de l'occupation des sols de la commune et de ses infrastructures peut être observée sur les différentes représentations cartographiques du territoire : la carte de Cassini (XVIIIe siècle), la carte d'état-major (1820-1866) et les cartes ou photos aériennes de l'IGN pour la période actuelle (1950 à aujourd'hui).

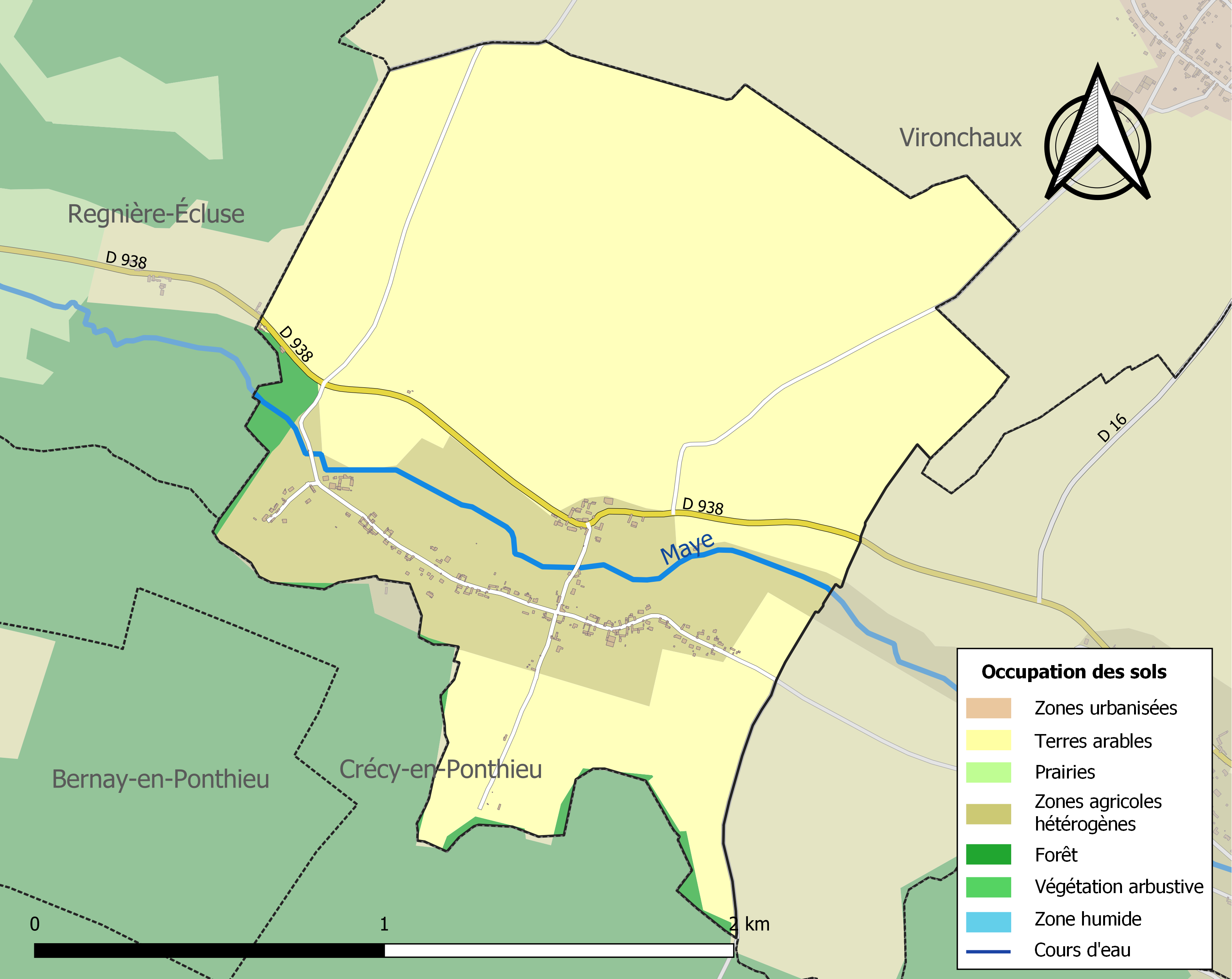
Carte des infrastructures et de l'occupation des sols de la commune en 2018 (CLC).

### Lieux-dits, hameaux et écarts
En 1899, deux hameaux complètent le chef-lieu : la Verrerie (6 habitants) et la Culbute (8 habitants).

### Voies de communication et transports
La localité est desservie par les lignes de bus du réseau Trans'80, chaque jour de la semaine, sauf le dimanche.

## Toponymie
Le nom de la localité est attesté sous les formes Malcha en 751, puis Maci en 1063 et 1084, Machi en 1152, Maci au XIIe siècle.
Le nom du village viendrait de Macciacum : appartenant à Maccius.

## Histoire
Oilardus de Maci est témoin d'une charte de Guy, comte de Ponthieu en faveur de Marmoutier vers 1063.
Suivant la charte de Crécy de juin 1194, les habitants de Machy sont « Bourgeois de Crécy ».
Jean de Machy est abbé de Saint-Martin aux Jumeaux d'Amiens. Il administre ce monastère pendant 40 ans et y meurt en 1219.
Jacques de Machy est abbé de Forest-Montiers en 1460.
Machy est pillé, ravagé et incendié par les Espagnols en 1635 et par les Impériaux en 1654.
En 1698, le comte de Belleforière est seigneur de Machy.
Benjamin Peregrin, marchand de la ville de Rouen, qui a déjà une verrerie dans le village, obtient, en 1691, l'autorisation d'y fabriquer des émaux, cristaux, verres à boire et miroirs.
En 1763, Machy et Baillon sont deux fiefs appartenant au marquis de Soyécourt.
À la Révolution, le marquis de Lartz, seigneur du lieu, se cache dans sa ferme de Machy pendant la Terreur.
Un châtelain, le sieur de Halloÿ, émigre à la Révolution. Ses biens sont séquestrés et vendus plus tard au citoyen révolutionnaire Litz.
En 1792, deux jeunes de la commune s'engagent comme volontaires.
En 1798, on célèbre solennellement la fête de la Souveraineté du peuple.
En 1899, Machy compte une brasserie, deux moulins actionnés par la Maye, deux ateliers de vannerie, un de charronnage, deux de cordonnerie, un de maréchalerie, trois de serrurerie. Beaucoup d'ouvriers sont employés dans la forêt de Crécy comme bûcherons ou charbonniers. Une marnière est exploitée, ainsi qu'une carrière de sable argileux.

## Politique et administration

### Instances judiciaires et administratives
Machy relève du tribunal d'instance d'Abbeville, du tribunal de grande instance d'Amiens, de la Cour d'appel d'Amiens, du tribunal pour enfants d'Amiens, du conseil de prud'hommes d'Abbeville, du tribunal de commerce d'Amiens, du tribunal administratif d'Amiens et de la Cour administrative d'appel de Douai.

### Administration municipale
Le nombre d'habitants de la commune étant compris entre 100 et 499, le nombre de membres du conseil municipal est de 11.

### Liste des maires

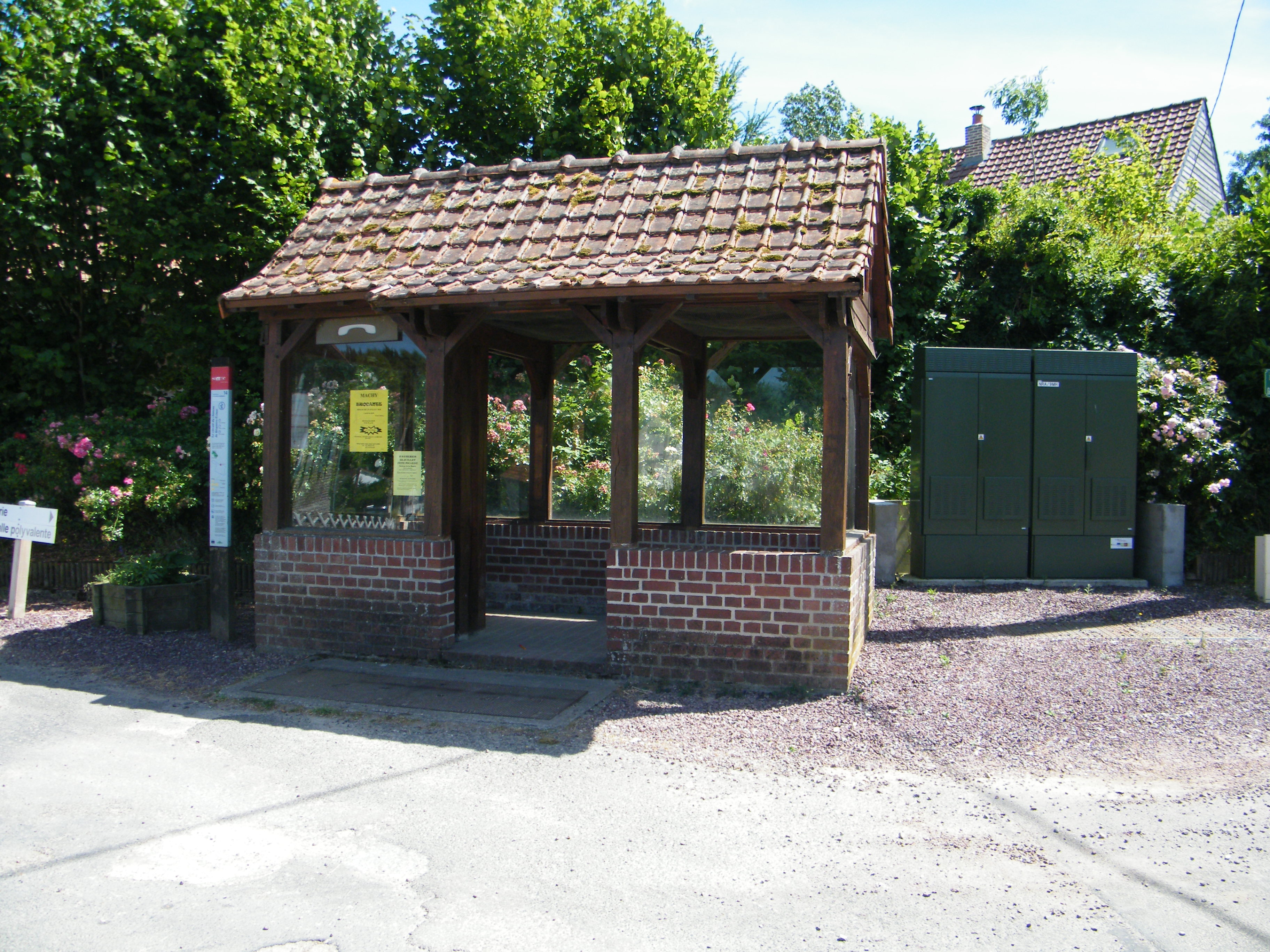
Abribus du village et relais téléphone.

| Période                                  | Période                       | Identité         | Étiquette | Qualité |
| ---------------------------------------- | ----------------------------- | ---------------- | --------- | ------- |
| Les données manquantes sont à compléter. |                               |                  |           |         |
|                                          | 2001                          | Léonce Letellier |           |         |
| mars 2001                                | juillet 2020                  | Alain Bovyn      |           |         |
| juillet 2020                             | En cours (au 16 juillet 2020) | Philippe Parment |           |         |

## Population et société

### Démographie

#### Évolution démographique
L'évolution du nombre d'habitants est connue à travers les recensements de la population effectués dans la commune depuis 1793. Pour les communes de moins de 10 000 habitants, une enquête de recensement portant sur toute la population est réalisée tous les cinq ans, les populations de référence des années intermédiaires étant quant à elles estimées par interpolation ou extrapolation. Pour la commune, le premier recensement exhaustif entrant dans le cadre du nouveau dispositif a été réalisé en 2004.
En 2022, la commune comptait 118 habitants, en évolution de −9,92 % par rapport à 2016 (Somme : −1,26 %, France hors Mayotte : +2,11 %). Le maximum de la population a été atteint en 1800 avec 412 habitants.
| 1793 | 1800 | 1806 | 1821 | 1831 | 1836 | 1841 | 1846 | 1851 |
| ---- | ---- | ---- | ---- | ---- | ---- | ---- | ---- | ---- |
| 374  | 412  | 388  | 357  | 388  | 382  | 382  | 387  | 374  |

| 1856 | 1861 | 1866 | 1872 | 1876 | 1881 | 1886 | 1891 | 1896 |
| ---- | ---- | ---- | ---- | ---- | ---- | ---- | ---- | ---- |
| 371  | 390  | 360  | 353  | 311  | 247  | 231  | 208  | 225  |

| 1901 | 1906 | 1911 | 1921 | 1926 | 1931 | 1936 | 1946 | 1954 |
| ---- | ---- | ---- | ---- | ---- | ---- | ---- | ---- | ---- |
| 200  | 201  | 201  | 164  | 186  | 179  | 207  | 220  | 210  |

| 1962 | 1968 | 1975 | 1982 | 1990 | 1999 | 2004 | 2006 | 2009 |
| ---- | ---- | ---- | ---- | ---- | ---- | ---- | ---- | ---- |
| 187  | 168  | 129  | 123  | 116  | 109  | 119  | 121  | 130  |

| 2014 | 2019 | 2022 | - | - | - | - | - | - |
| ---- | ---- | ---- | - | - | - | - | - | - |
| 132  | 118  | 118  | - | - | - | - | - | - |

L'évolution du nombre d'habitants est connue à travers les recensements de la population effectués dans la commune depuis 1793. Pour les communes de moins de 10 000 habitants, une enquête de recensement portant sur toute la population est réalisée tous les cinq ans, les populations de référence des années intermédiaires étant quant à elles estimées par interpolation ou extrapolation. Pour la commune, le premier recensement exhaustif entrant dans le cadre du nouveau dispositif a été réalisé en 2004.

En 2022, la commune comptait 118 habitants, en évolution de −9,92 % par rapport à 2016 (Somme : −1,26 %, France hors Mayotte : +2,11 %).
| 1793 | 1800 | 1806 | 1821 | 1831 | 1836 | 1841 | 1846 | 1851 |
| ---- | ---- | ---- | ---- | ---- | ---- | ---- | ---- | ---- |
| 374  | 412  | 388  | 357  | 388  | 382  | 382  | 387  | 374  |

| 1856 | 1861 | 1866 | 1872 | 1876 | 1881 | 1886 | 1891 | 1896 |
| ---- | ---- | ---- | ---- | ---- | ---- | ---- | ---- | ---- |
| 371  | 390  | 360  | 353  | 311  | 247  | 231  | 208  | 225  |

| 1901 | 1906 | 1911 | 1921 | 1926 | 1931 | 1936 | 1946 | 1954 |
| ---- | ---- | ---- | ---- | ---- | ---- | ---- | ---- | ---- |
| 200  | 201  | 201  | 164  | 186  | 179  | 207  | 220  | 210  |

| 1962 | 1968 | 1975 | 1982 | 1990 | 1999 | 2004 | 2006 | 2009 |
| ---- | ---- | ---- | ---- | ---- | ---- | ---- | ---- | ---- |
| 187  | 168  | 129  | 123  | 116  | 109  | 119  | 121  | 130  |

| 2014 | 2019 | 2022 | - | - | - | - | - | - |
| ---- | ---- | ---- | - | - | - | - | - | - |
| 132  | 118  | 118  | - | - | - | - | - | - |

#### Pyramide des âges
La population de la commune est relativement âgée.
En 2018, le taux de personnes d'un âge inférieur à 30 ans s'élève à 28,0 %, soit en dessous de la moyenne départementale (36,4 %). À l'inverse, le taux de personnes d'âge supérieur à 60 ans est de 38,2 % la même année, alors qu'il est de 26,0 % au niveau départemental.
En 2018, la commune comptait 59 hommes pour 63 femmes, soit un taux de 51,64 % de femmes, légèrement supérieur au taux départemental (51,49 %).
Les pyramides des âges de la commune et du département s'établissent comme suit.
| Hommes | Classe d’âge | Femmes |
| ------ | ------------ | ------ |
| 1,8    | 90 ou +      | 0,0    |
| 5,3    | 75-89 ans    | 9,8    |
| 28,1   | 60-74 ans    | 31,1   |
| 15,8   | 45-59 ans    | 9,8    |
| 21,1   | 30-44 ans    | 21,3   |
| 7,0    | 15-29 ans    | 13,1   |
| 21,1   | 0-14 ans     | 14,8   |

| Hommes | Classe d’âge | Femmes |
| ------ | ------------ | ------ |
| 0,6    | 90 ou +      | 1,8    |
| 6,7    | 75-89 ans    | 9,4    |
| 17,2   | 60-74 ans    | 18,1   |
| 19,8   | 45-59 ans    | 19,1   |
| 18,2   | 30-44 ans    | 17,5   |
| 19,4   | 15-29 ans    | 18     |
| 18,2   | 0-14 ans     | 16,2   |

### Enseignement
En matière d'enseignement primaire, les communes de Vironchaux, Machy, Machiel et Dominois sont associées au sein d'un regroupement pédagogique intercommunal. La compétence scolaire est assurée par la communauté de communes.

## Économie
Ces tableaux (en référence) regroupent les chiffres clés de l'économie communale.
L'agriculture se diversifie : la commune dispose d'un vignoble mis en place dans le cadre du projet des 130, en référence aux 130 parcelles destinées à la production de vin blanc dans la région.

## Culture locale et patrimoine

### Lieux et monuments
- Église Saint-Flour, construite en pierre blanche et brique, remaniée à différentes époques.

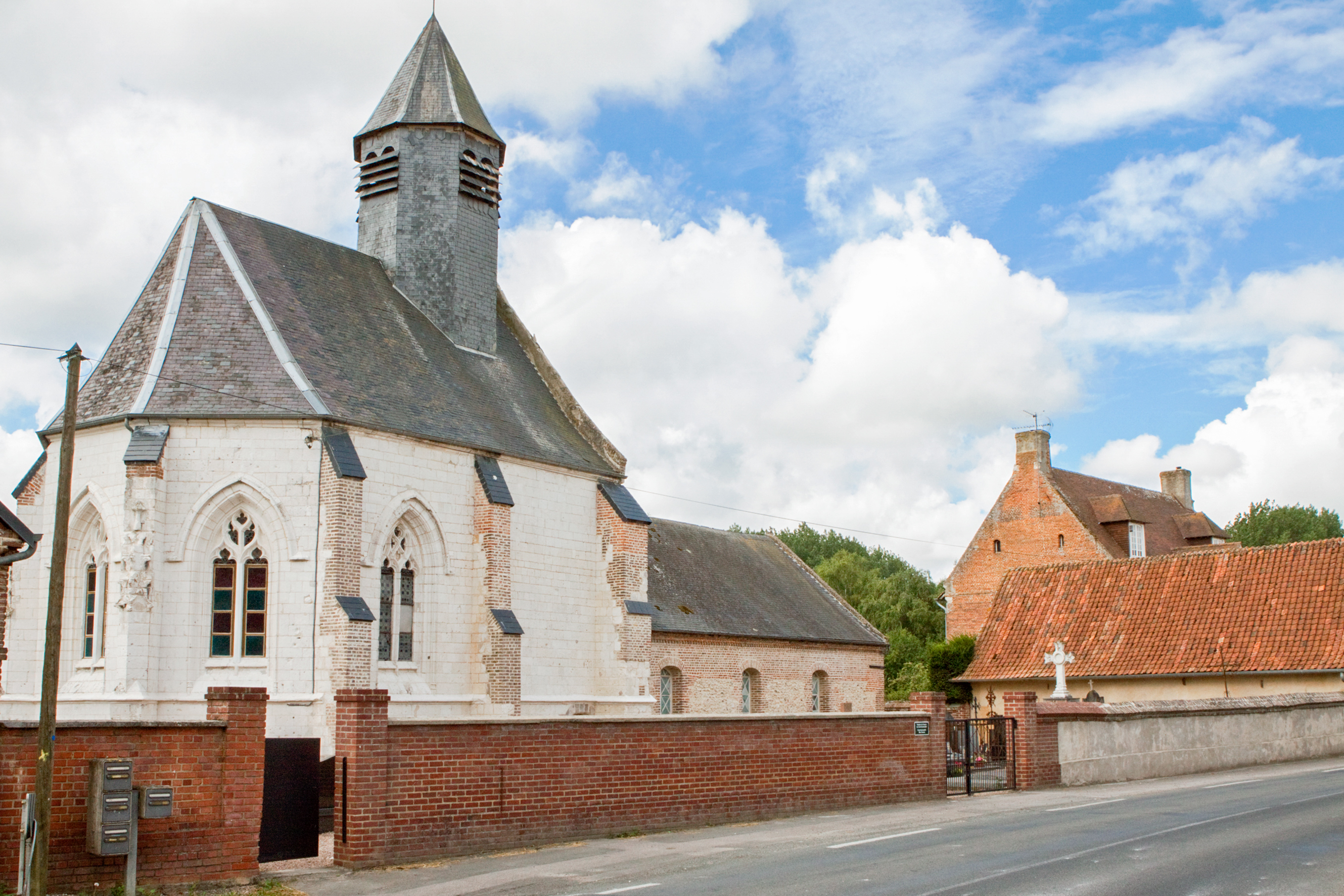
L'église, en bordure de route départementale (côté nord).
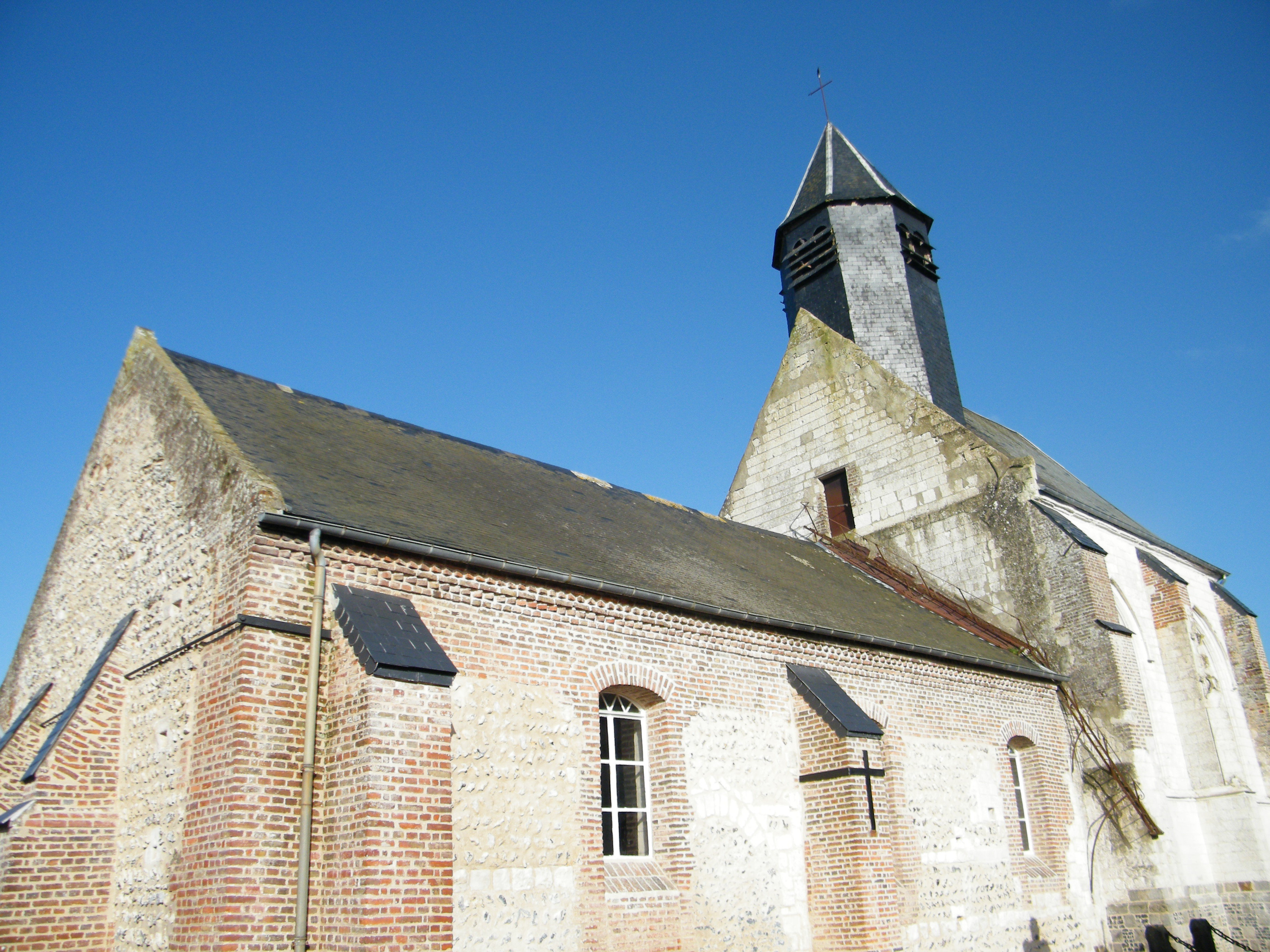
Autre vue de Saint-Flour (côté sud).
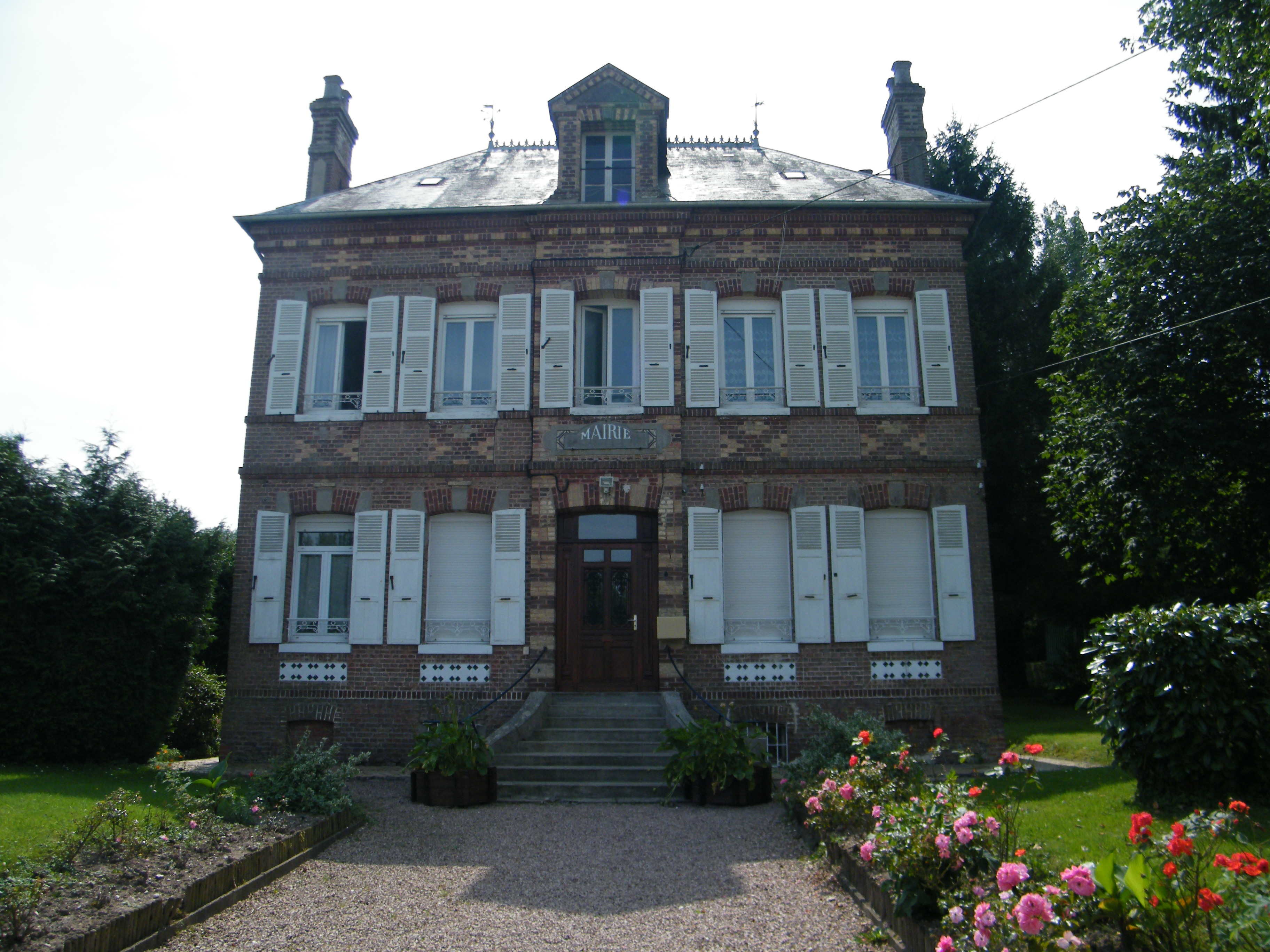
Mairie.
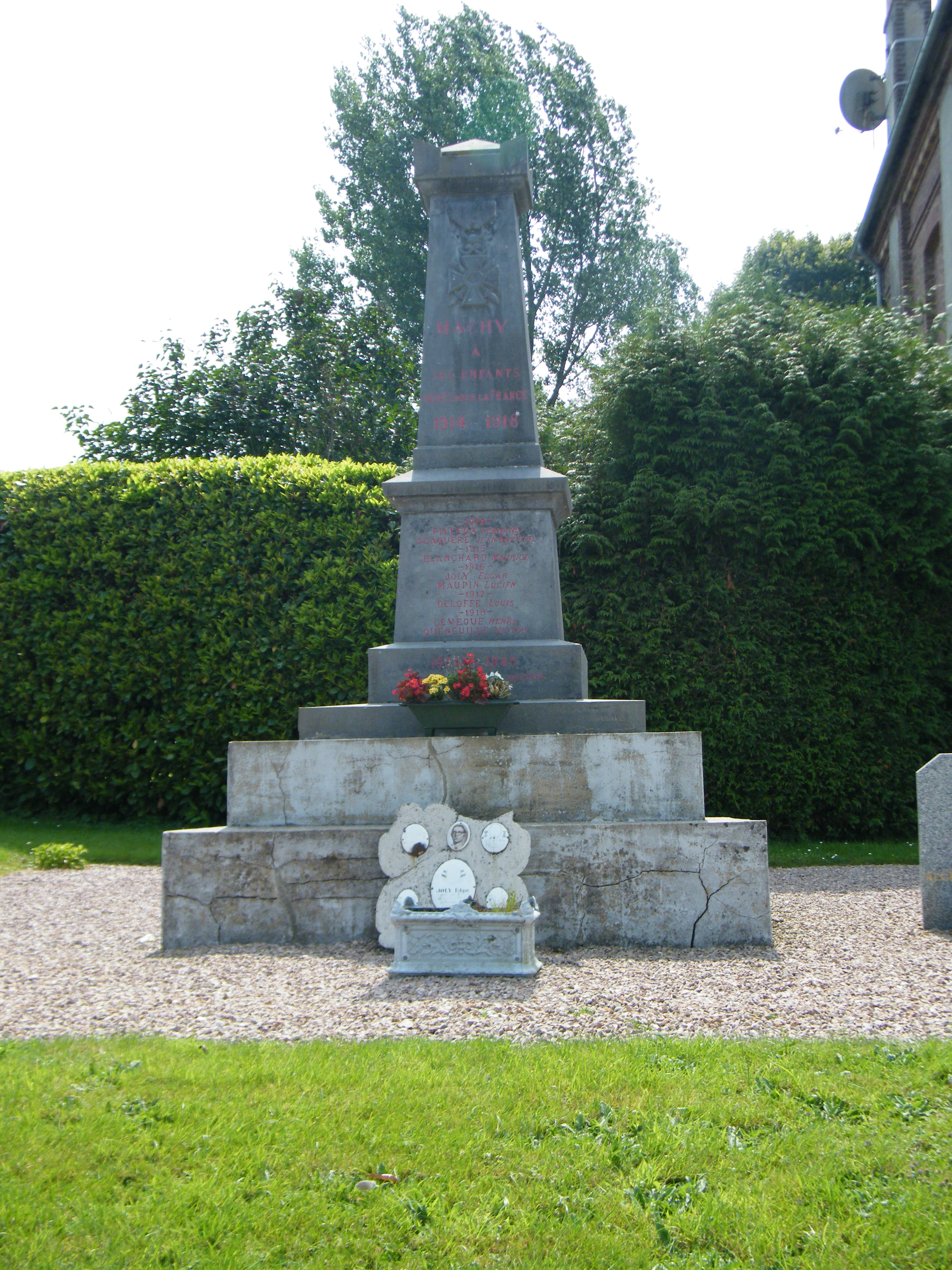
Monument aux morts.
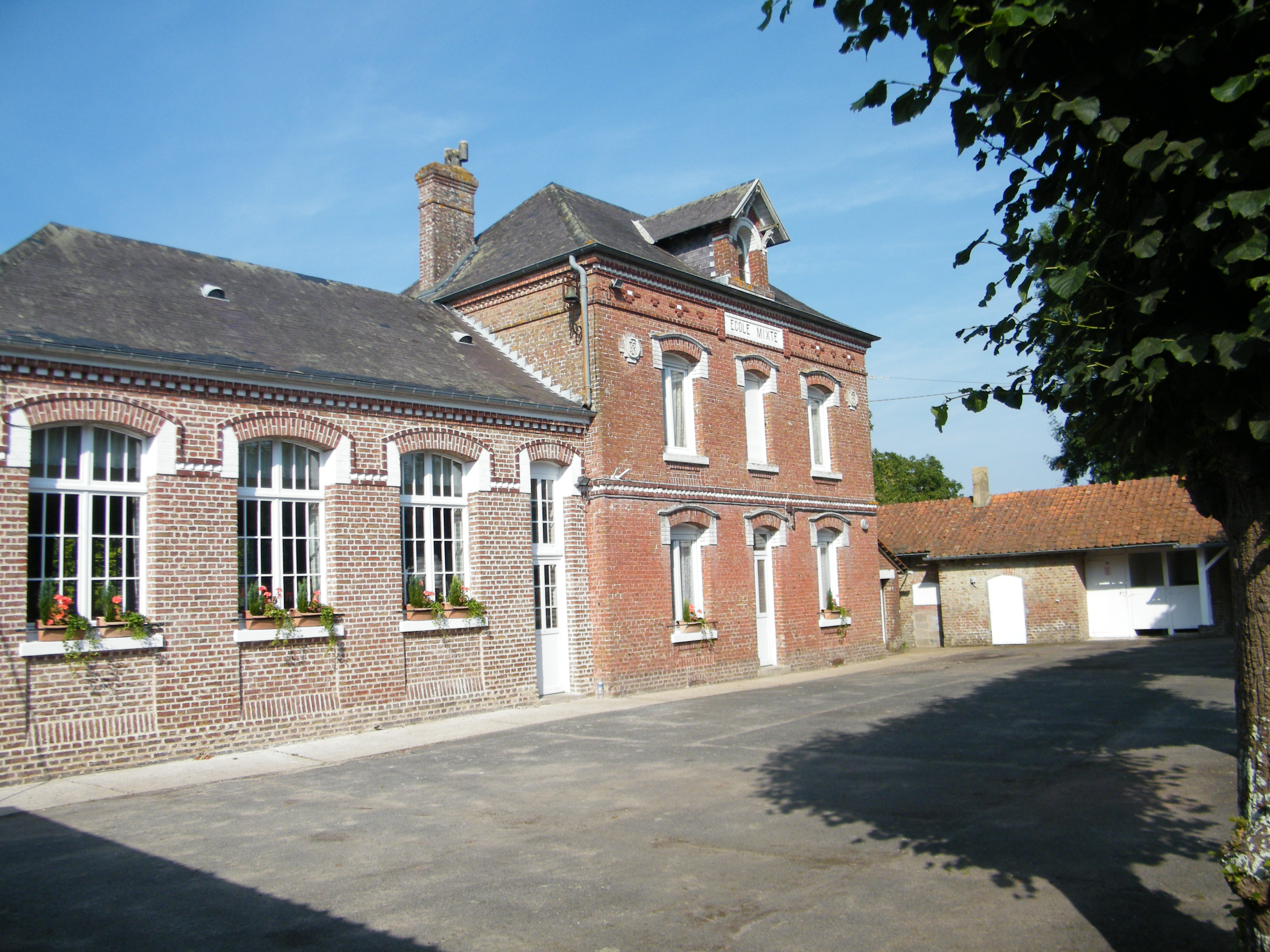
Ancienne école, devenue salle communale.
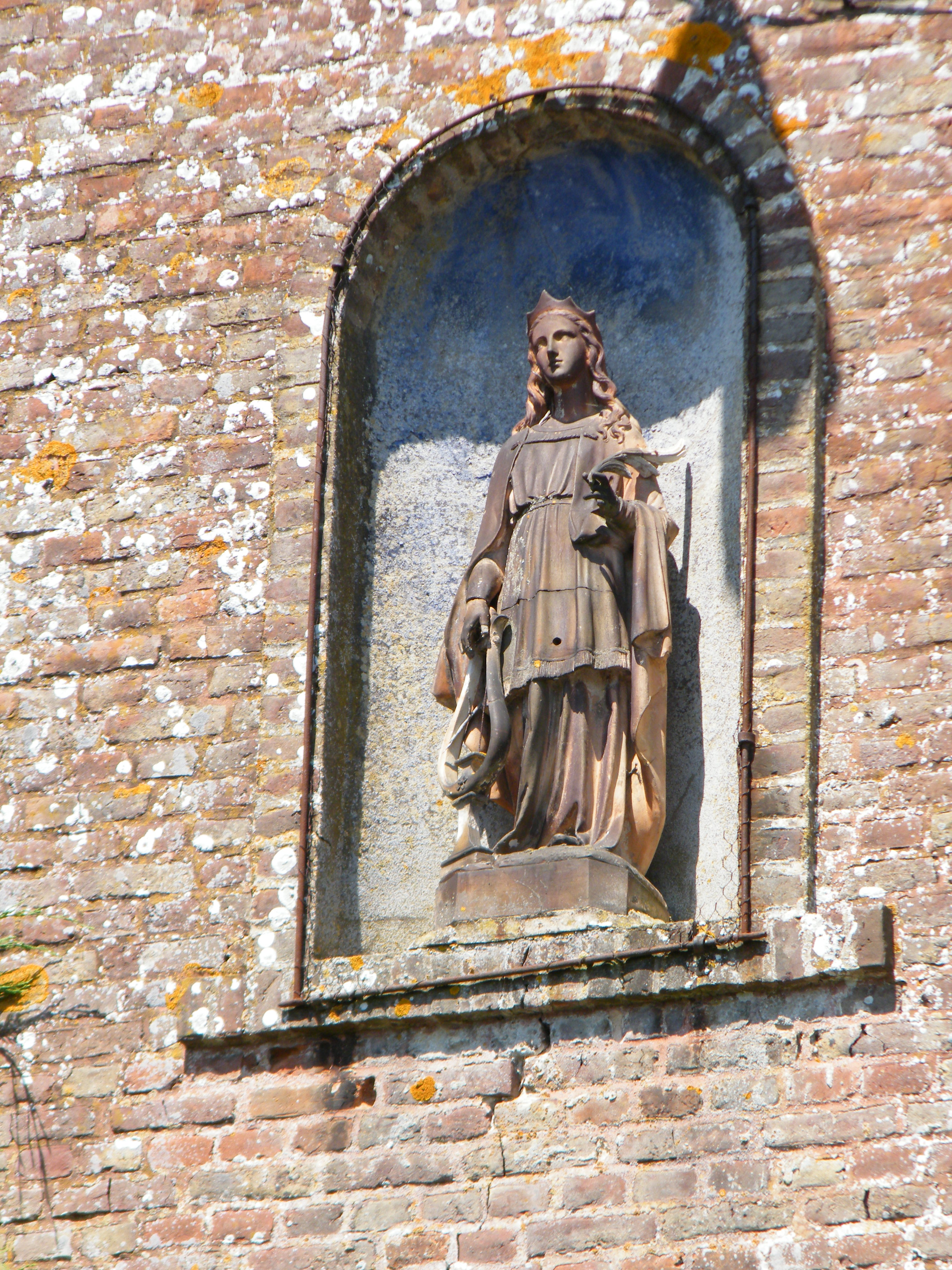
Face à l'église, sainte Cécile et sa lyre.

### Héraldique
|  | Les armes de la commune se blasonnent ainsi : d'azur aux trois aigles au vol abaissé d'or. Ce sont les armes des seigneurs de Machy dont le plus ancien membre connu est Gillard de Machy qui vivait en 1195. |